# Kalliosaari (ö i Birkaland, Tammerfors, lat 61,53, long 23,89)
Kalliosaari är en ö i Finland. Den ligger i sjön Näsijärvi och i kommunen Tammerfors i den ekonomiska regionen Tammerfors och landskapet Birkaland, i den södra delen av landet, 160 km norr om huvudstaden Helsingfors. Öns area är 0,3 hektar och dess största längd är 60 meter i öst-västlig riktning.